# Obelisco de Buenos Aires
O Obelisco de Buenos Aires (em espanhol: Obelisco de Buenos Aires ou El Obelisco) é um monumento histórico da cidade de Buenos Aires, Argentina. Foi erguido na Praça da República, no cruzamento das avenidas Corrientes e 9 de julio, em comemoração ao quarto centenário da fundação da cidade.

## História

### Construção

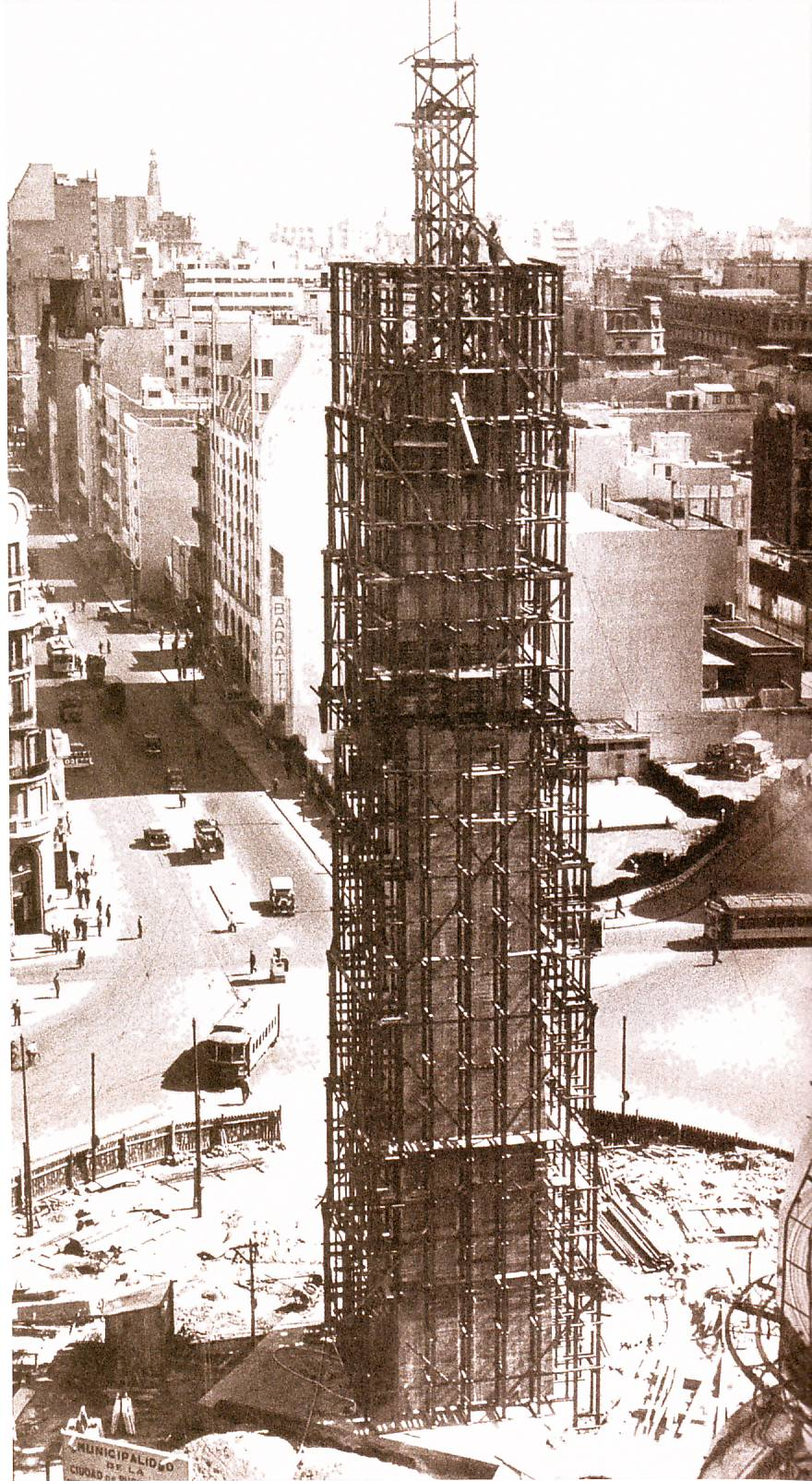
O obelisco em construção

No local onde está localizado o obelisco, anteriormente, havia uma igreja dedicada a São Nicolau de Mira. Nessa igreja pela primeira vez oficialmente a bandeira Argentina foi hasteada, dentro de Buenos Aires, em 1812: em memória do acontecimento há inscrições do lado norte do obelisco.

As obras começaram em 20 de março de 1936, e o monumento foi inaugurado em 23 de maio do mesmo ano. Ele foi projetado pelo arquiteto Alberto Prebisch (um dos principais arquitetos do modernismo argentino e autor também do Teatro Gran Rex), a pedido do prefeito Mariano de Vedia e Mitre. No que se refere à questão da forma do monumento, Prebisch disse:
Foi adotado esta simples e honesta forma geométrica, porque é a forma de um  obelisco tradicional… Ele foi chamado de "Obelisco", porque havia de chamar-lhe de alguma coisa. Eu reivindico para mim o direito de chama-lo de uma forma mais abrangente e genérica "Monumento".
A construção do obelisco esteve a cargo da empresa Alemã GEOPE-Siemens Bauunion - Bilfinger & Grün, que concluiu o seu trabalho em tempo recorde de 31 dias, empregando 157 trabalhadores. Maximizando a utilização do tempo foi utilizado o cimento INCOR de endurecimento. Para a sua construção, que custou 200 000 pesos, foram utilizados 680 m³ de cimento e 1 360 m² de pedra branca de Córdoba. O estabelecimento da linha B do metrô favoreceu a construção do monumento, uma vez que facilitou a colocação da fundação pois os túneis formam uma base concreta de 20 metros. A laje plana do metrô permite a passagem da laje de fundação do obelisco.

### Tentativa de demolição

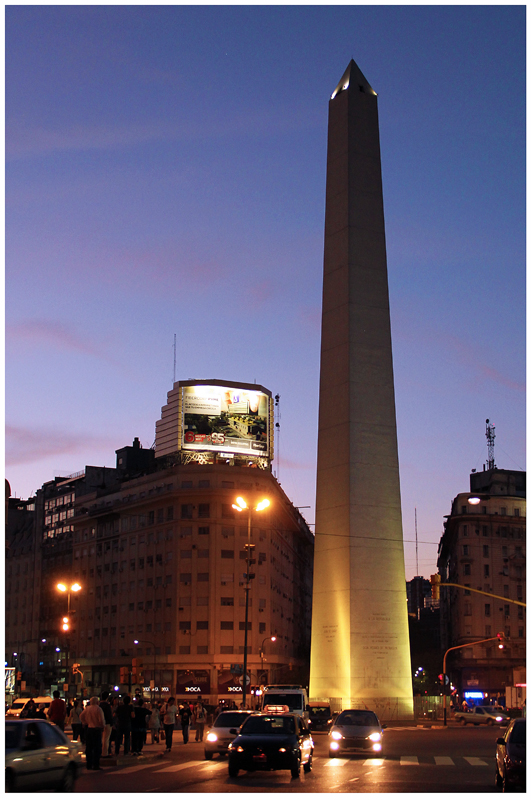
O monumento à noite

Em 29 de fevereiro de 1938, Roberto M. Ortiz assumiu a presidência do país, e Arturo Goyeneche foi nomeado como novo Presidente da Câmara da cidade. Em junho de 1939, o Conselho deliberativo sancionou a demolição do obelisco pelo Despacho nº 10 251, invocando razões econômicas, estéticas e de segurança pública.
No entanto, o ato foi vetado pelo Poder executivo municipal, caracterizado como um ato desprovido de conteúdo e valor jurídico, porque ela modifica o estado das coisas, emanados do poder executivo e que se tratava de um monumento ao abrigo da competência e da guarda da Nação, cujo patrimônio pertence.

### Reforma
Como resultado de alguns desprendimentos do revestimento de pedra, ocorridos na noite de 20 para 21 de junho de 1938, um dia após a um evento público com a presença do Presidente Ortiz no local do obelisco, decidiu-se retirar o revestimento em 1943, que foi substituído por um cimento polido também foram realizadas fissuras que simulam as junções das pedras. Ao eliminar as lajes do obelisco não foi tido em conta que se retirou uma legenda que dizia "Alberto Prebisch foi o seu arquiteto".

## O monumento hoje
O obelisco é frequentemente utilizado como um ponto de reunião para diversas manifestações, que incluem também as avenidas 9 de julho e avenida Corrientes em torno dele, semelhante ao que acontece na Praça de Maio.
| 20 de setembro de 2007 | 1 de dezembro de 2005                                                                                              |
| --- | --- |
| | |
| Obelisco de Buenos Aires com as cores argentinas e alemãs, comemorando o 150º aniversário das relações diplomáticas entre ambos os países. | O obelisco de Buenos Aires foi adornado como um preservativo, em comemoração ao Dia Mundial de Luta Contra a AIDS. |

## Características
Ele tem a altura máxima permitida no âmbito da linha de construção da avenida Roque Sáenz Peña (Diagonal Norte): 67,5 m de altura, distribuídos da seguinte forma: 63 m para o início do ápice, que é 3,5 m por 3,5 m. A ponta mede 40 centímetros.
Culminando com um para-raios, cujos fios correm através do interior do obelisco. A base mede 49 m². O monumento tem uma única entrada (no lado Oeste) e em seu auge há quatro janelas, que só podem ser atingidas através de uma escada reta de 206 degraus.

## Poema
Na fronte sul, na base do obelisco, em um pequeno retângulo, se encontra escrito este soneto de Baldomero Fernandez Moreno, que o escreveu durante um jantar em homenagem a Prebisch (conta a história ele foi escrito em um pequeno guardanapo e o entregou a sua esposa).
El Obelisco
¿Donde tenía la ciudad guardada
esta espada de plata refulgente
desenvainada repentinamente
y a los cielos azules asestada?
Ahora puede lanzarse la mirada
harta de andar rastrera y penitente
piedra arriba hacia el Sol omnipotente
y descender espiritualizada.
Rayo de luna o desgarrón de viento
en símbolo cuajado y monumento
índice, surtidor, llama, palmera.
La estrella arriba y la centella abajo,
que la idea, el ensueño y el trabajo
giren a tus pies, devanedera.
Tradução
O obelisco
Quando a cidade foi salva
esta espada de prata refulgente
ele chama repentinamente
o céu azul e surpreendente?
Agora você pode jogar o olhar
cansados de andar e de rastreamento penitente
pedra superior ao Sol onipotente
em espiritual declínio.
Raio de lua ou soprão de vento 
um símbolo e monumento
índice de jato, chamado de palma.
A estrela acima e abaixo cintila,
que a ideia, o sonho e o trabalho
vire a seus pés.

## Inscrições
| Fachada norte | Fachada oeste | Fachada sul | Fachada leste | Poema |
| --- | --- | --- | --- | --- |
| Frente norte | Frente oeste | Frente sur | Frente este | Poema |
| En este sitio en la torre de San Nicolás fue izada por primera vez en la ciudad la Bandera Nacional el XXIII de agosto de MDCCCXII. (pt:"Neste lugar na torre de São Nicolau foi içada pela primeira vez na cidade a Bandeira Nacional XXIII de agosto de MDCCCXII.") | Capital Federal Ley dictada por el Congreso Nacional el XX de setiembre de MDCCCLXXX a iniciativa del Presidente Nicolás Avellaneda Decreto del Presidente Julio A. Roca VI de diciembre MDCCCLXXX. (pt:"Capital Federal Lei emitida pelo Congresso Nacional XX de setembro de MDCCCLXXX por iniciativa do Presidente Nicolás Avellaneda Decreto do Presidente Julio A. Roca VI de dezembro de MDCCCLXXX.") | Segunda Fundación por Juan de Garay XI de junio de MDLXXX. (pt:"Segunda Fundação Juan de Garay XI de junho de MDLXXX.") | Buenos Aires a la República En el IV Centenario de la fundación de la ciudad por Don Pedro de Mendoza. II de Febrero de MDXXXVI. (pt:"República de Buenos Aires No IV centenário da fundação da cidade por Dom Pedro de Mendoza. II de fevereiro de MDXXXVI.") | Poema de Baldomero Fernández Moreno inscripto sobre el frente sur. (pt:"Poema de Baldomero Fernandez Moreno inscrito na fachada sul.") |